# ADN polimerase Pfu
A ADN polimerase Pfu, também chamada Pfu DNA polimerase ou Pfu polimerase é uma ADN polimerase da arquea hipertermófila Pyrococcus furiosus. A sua função no microorganismo desta  nucleotidiltransferase é a de replicar o seu ADN durante a divisão celular.
A Pfu polimerase utiliza-se no laboratório para amplificar o ADN na reação em cadeia da polimerase (PCR), função para a qual apresenta várias vantagens em relação à enzima tradicionalmente usando Taq polimerase da bactéria termófilas Thermus aquaticus, uma vez que é termicamente mais estável e, acima de tudo, tem uma atividade exonuclease 3'-5' que permite eliminar os erros de inserção das bases durante a replicação (atividade de correcção de provas). Consequentemente, a PCR realizada com a Pfu polimerase é mais confiável do que a realizada com a Taq polimerase.
A  Pfu  polimerase disponível comercialmente gera uma taxa de erro de 1 por 1,3 milhões de pares de bases e pode produzir 2,6% de produtos mutados na PCR. Porém, é mais lenta que a Taq polimerase, uma vez que leva entre 1 a 2 minutos por ciclo para amplificar 1 kb de ADN a 72°C.

## Historia
Os cientistas da empresa Stratagene, da Califórnia, descobriram as vantagens da Pfu em comparação com a Taq em 1991. Obtiveram a patente 5.489.523 nos EUA sobre uma Pfu deficiente em actividade exonuclease e outra patente com o número 5.545.552 sobre a própria Pfu em 1996.